# Wappen Stralsunds
Ein Wappen Stralsunds ist seit dem Jahr 1265 nachweisbar. Das Stadtwappen Stralsunds, ein so genanntes redendes Wappen, symbolisiert den Namensbestandteil „stral“ der Stadt am Strelasund, welcher im Slawischen „Pfeil“ bzw. „Spitze“ bedeutet. Der Pfeil wurde auch in den Stadtsiegeln verwendet.

## Darstellung auf Siegeln
Das älteste nachweisbare Siegel ist von 1265 und zeigt einen rechtsfliegenden Pfeil über einem Schiff, was auf die Bedeutung Stralsunds als Hafenstadt weist. Die Darstellung auf den Siegeln veränderte sich leicht. Das Schiff trat im Laufe der Zeit in den Vordergrund, wurde auch detailreicher, während der Pfeil eher in den Hintergrund trat. Allein auf den kleinen Siegeln, im Gegensatz zu diesen größeren, erschien er als Symbol der Stadt allein.

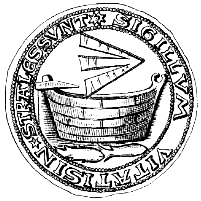
1265
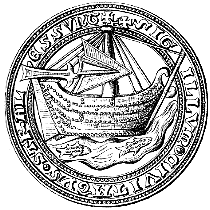
Ende 13. Jh.
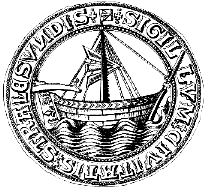
14. Jh.

Auch auf dem aus dem Jahr 1329 stammenden „Koggensiegel“, welches bis ins 19. Jahrhundert verwendet wurde, wird dieser Darstellung gefolgt. Ab 1492 wurde der weiße Pfeil auf rotem Feld (Farben der Hanse) auch aufrecht dargestellt, erstmals in der Sachsenchronik. Wenig später erschien der Pfeil auch in Verbindung mit einem Kreuz, welches den christlichen Glauben symbolisiert.

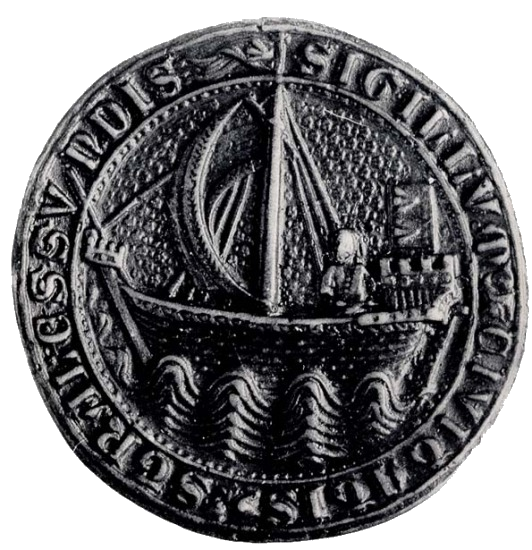
Koggensiegel von 1329
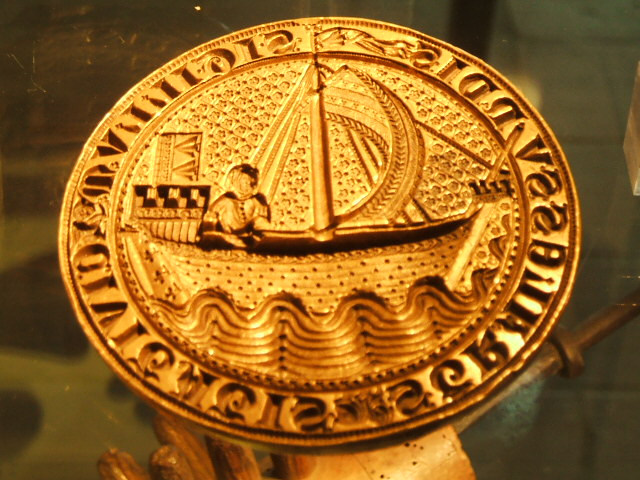
Großes Stadtsiegel im Stralsund Museum

## Stadtwappen
Am 29. Dezember 1720 verlieh Friedrich I. von Schweden der Stadt ein neues Wappen, das die schwedische Herrschaft, die seit der gemeinsamen Abwehr der Wallensteinschen Belagerung und dem westfälischen Frieden von 1648 über Stralsund bestand, repräsentierte. Bereits sein Vorgänger auf dem schwedischen Thron, Karl XII., hatte 1714 auf seiner Durchreise, aus dem osmanischen Exil kommend, den Stralsunder Ratsmitgliedern die Erhebung in den Adelsstand versprochen, was mit einem neuen Wappen verbunden war.
Das Rot der Hanse wurde durch das Blau Schwedens und das silberne Kreuz durch die goldene Krone aus dem schwedischen Wappen ersetzt. Zudem wurden heraldische Elemente angefügt, wodurch das Wappen zum Wappenschild wurde. Auf den Schild wurde ein gekrönter goldener Helm mit zwei ausgebreiteten blauen Flügeln, die ein goldenes Kreuz einspannen, gesetzt. Die Helmverzierung ist in Blau und Gold gehalten. Schildhalter waren ein rückwärtsstehender goldener Löwe (schwedisches Wappentier) mit Blick nach vorne und ein roter vorwärtsstehender Greif (Wappentier von Pommern) mit Blick nach hinten. Dieses Wappen wurde auch nach dem Jahr 1815, in dem Stralsund durch den Wiener Kongress an Preußen fiel, nicht geändert. Es ist noch heute am Stralsunder Rathaus sowie in einem der dortigen Amtszimmer zu sehen. Zur Vereinfachung wurde meistens lediglich der Wappenschild verwendet.
Im Jahr 1938 wurde durch die Nationalsozialisten entschieden, dass Stralsund wieder das alte Wappen des 16. Jahrhunderts führt. Es wird seitdem ohne weitere Änderungen verwendet.

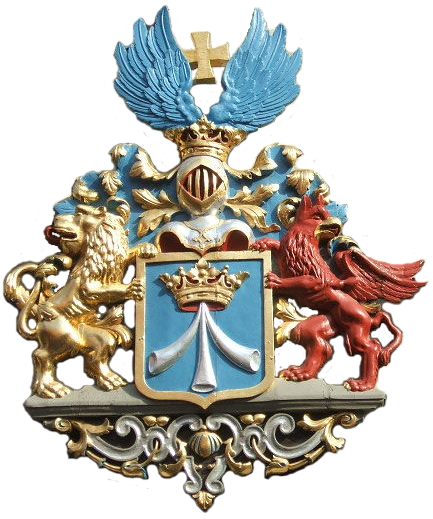
?–1938 Großes Wappen Stralsunds am Rathausgebäude
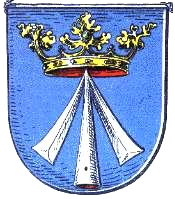
1720–1938
Seit 1939 amtlich verwendete Darstellung

## Trivia
Im Musikvideo zu Joachim Witts Die Flut wird ein Dienststempel mit dem Stralsunder Wappen zum Kennzeichnen der „Bordkarten“ verwendet.